# Rue des Écrivains
La rue des Écrivains  est une ancienne rue qui était située dans l'ancien 6e arrondissement de Paris, qui a disparu lors du percement de la rue de Rivoli.

## Situation
La rue des Écrivains, d'une longueur de 95 mètres, qui était située dans l'ancien 6e arrondissement, quartier des Lombards, commençait place Saint-Jacques-la-Boucherie et aux 9-11, rue des Arcis et finissait aux 1-2, rue de la Vieille-Monnaie et aux 19-20, rue de la Savonnerie,.
Les numéros de la rue étaient rouges. Le dernier numéro impair était le no 7 et le dernier numéro pair était le no 30.

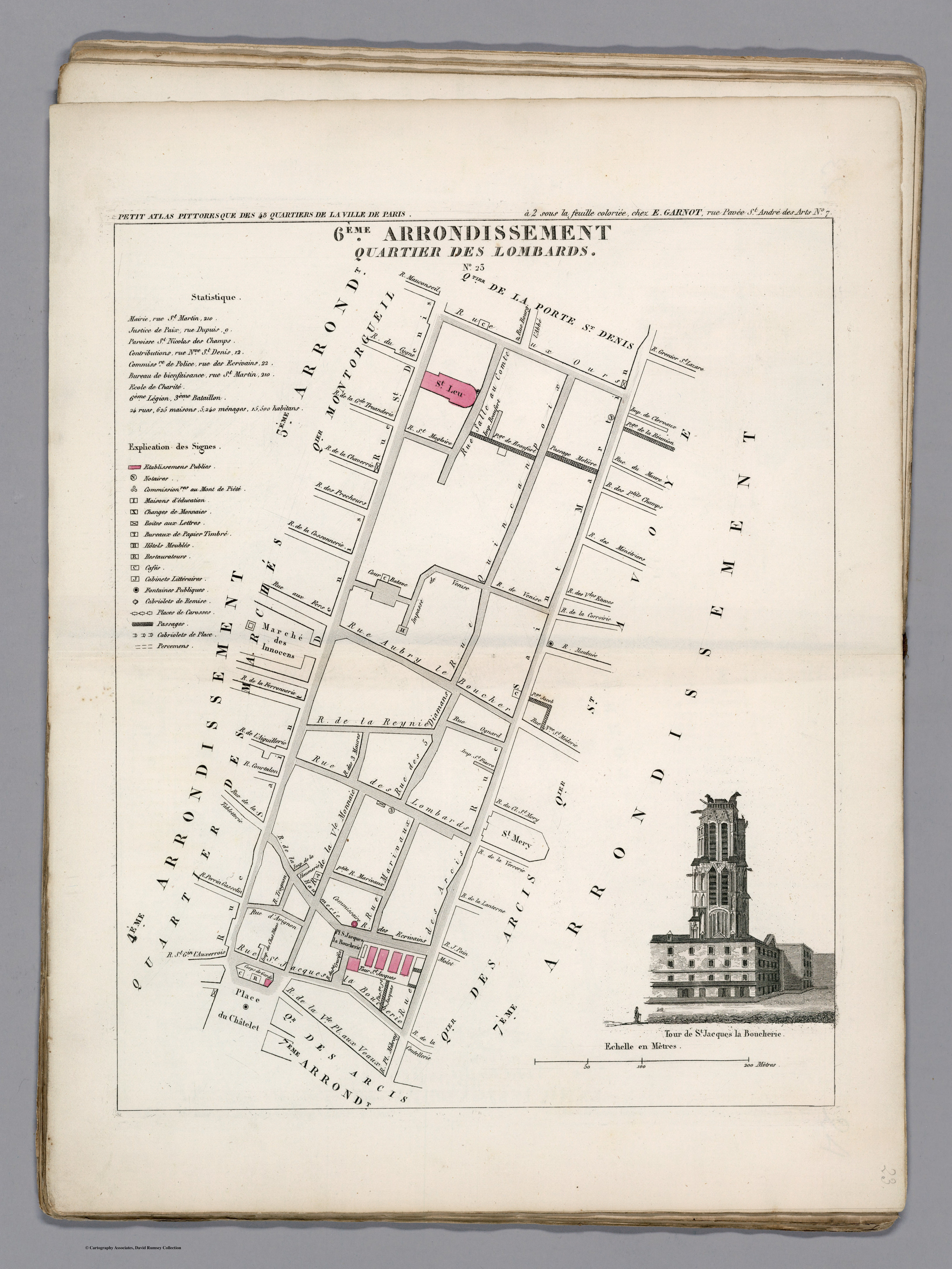
Plan du quartier des Lombards dans l'ancien 6e arrondissement en 1834.

## Origine du nom
Elle porte ce nom en raison des écrivains qui s'établissent dans cette rue, dans de petites échoppes près de l'église Saint-Jacques-la-Boucherie, à partir de 1439.

## Historique
L'emplacement occupé par cette rue s'appelait, en 1254, « la Pierre-au-Lait », via Petra-Lactis.
Au XIIIe siècle, c'était la « rue Commune » et Sauval dit qu'en 1300 elle se nommait « rue de la Parcheminerie », mais Guillot de Paris n'en parle pas sous ce nom, à moins que ce ne soit la rue de la Lormerie.
Au XIVe siècle et antérieurement, de la rue de la Savonnerie à celle rue du Petit-Crucifix, elle s'appelait « rue de la Pierre-au-Lait » ou « rue Pierre-au-Let ». Elle est citée dans Le Dit des rues de Paris, de Guillot de Paris, sous le nom de « rue de la Pierre-o-Let ».
À partir de 1439, on commence à la trouver sous le nom de « rue des Escripvains », « rue des Écrivains », dont Nicolas Flamel, à cause des écrivains qui vinrent s'y établirent dans des échoppes,  entre les culées  des arcs boutant, au nord de l'église Saint-Jacques-la-Boucherie.
En 1702, la rue, qui fait partie du quartier de Saint-Jacques-de-la-Boucherie, comporte 22 maisons et 5 lanternes.
Une décision ministérielle du 18 vendémiaire an VI (9 octobre 1797) signée Letourneux fixe la moindre largeur de cette voie publique à 6 mètres.
La rue disparait en 1856 lors du percement de la rue de Rivoli.

### La Pierre au  Lait
La Pierre-au-Lait était la place où l'on vendait le lait.
Selon Hercule Géraud, cette place aurait été située devant le portail de église Saint-Jacques-de-la-Boucherie, et dans la partie orientale de la rue des Écrivains située entre celles du Petit-Crucifix et des Arcis. Il indique également qu'à la fin du siècle on désignait sous le nom de Pierre-au-Lait, le carrefour où aboutissent les rues de la Heaumerie, des Écrivains, de la Savonnerie, d'Avignon et de la Vieille-Monnaie.
L'abbé Vilain, tout en reconnaissant que la grande porte de Saint-Jacques s'appelait la « porte de la Pierre-au-Lait », croit devoir donner ce nom seulement à la partie de la rue dite depuis des Écrivains, comprise entre celle du Petit-Crucifix et celle de la Vieille-Monnaie. Suivant le même abbé Vilain, la rue dite depuis « de Saint-Jacques-la-Boucherie » aurait encore été dite « de la Vannerie » au XIVe siècle.
La rue Saint-Jacques-la-Boucherie étant nommée dans le rôle de la taille de 1292 comme attenant à la Pierre-au-Lait, serait la rue du Petit-Crucifix, dite autrefois et jusqu'au XVIe siècle, « rue du Porche ».